# Космос-2283
Космос-2283 је један од преко 2400 совјетских вјештачких сателита лансираних у оквиру програма Космос.
Космос-2283 је лансиран са космодрома Плесецк, Русија, 20. јула 1994. Ракета-носач Сојуз је поставила сателит у орбиту око планете Земље. 